# Туль (графство)
Графство Туль (фр. comté de Toul) — средневековое княжество на территории Лотарингии, существовавшее с IX века.
С 1261 года — владение епископов.
В договоре от августа 870 года, в котором Людовик II Немецкий и король Западных франков Карл II Лысый согласовали раздел Лотарингии, упоминается граф Туля Титмар: «…comitatum…Tullense aliud Odornense, quod Tetmarus habuit…».
После него графом Туля был некий Гуго, упоминаемый 1 ноября 891 года. Имена его непосредственных преемников не известны.
С 930/936 года графы Туля являлись вассалами епископов. Первое время за осуществление административных функций на территории диоцеза получали вознаграждение в виде зерна, мяса, сена и небольшой суммы денег.

## Список графов Туля
- Эберхард, родственник короля Генриха I Птицелова, упоминается в 929 году. После его смерти король передал сюзеренитет над Тулем епископу;
- ок. 935 — после 966 Ги, назначен Гоцелином — епископом Туля.
- Сциндебальд (Сендебо), упом. 971
- Аццо (Ацелин), упом. 977, брат епископа Туля Святого Жерара (963—994)
- ?? (Ульрик, упом. 1000, при епископе Бертольде)
- 1019 — ? Рембо (сеньор де Фонтенуа?);
- ? — ? Ренар I Старший, ум. до 14 июля 1034, сын предыдущего, постригся в монахи;
- ? — 1051/52 Ренар II Младший, брат;
- Ардульф, происхождение не известно, упом. 15.10.1062. За злоупотребления смещён епископом Удоном (1051—1069);
- Фредерик I де Дампьер-ан-Астенуа (ум после 1080), муж Гертруды, дочери Ренара II;
- до 1091—1116/20 Ренар III де Дампьер, сын;
- 1116/2 — 1142 или позже Фредерик II де Дампьер, сын Фредерика I де Дампьера;
- 1142—1148/49 Генрих де Дампьер, сын;
- Ренар (ум. 1191), племянник Фредерика II де Дампьера;
- 1180—1207 Матье Лотарингский, сын герцога Лотарингии Матье I, племянник Гедвиги — жены Фредерика II де Дампьера, муж Беатрисы де Дампьер — правнучки Ренара III, дочери упомянутого выше Ренара;
- 1207—1250 Фредерик V Лотарингский, сын;
- 1250—1261 Эд Лотарингский, сын Фредерика V.

В 1261 году Эд Лотарингский продал графство Туль своему кузену герцогу Лотарингии Ферри III. Однако епископ Туля Жиль де Сорси на правах сюзерена объявил сделку не действительной и, выплатив герцогу денежную компенсацию, присоединил графство к владениям епархии. У Эда осталась сеньория Фонтенуа.